# Relazioni bilaterali tra Libia e Svizzera

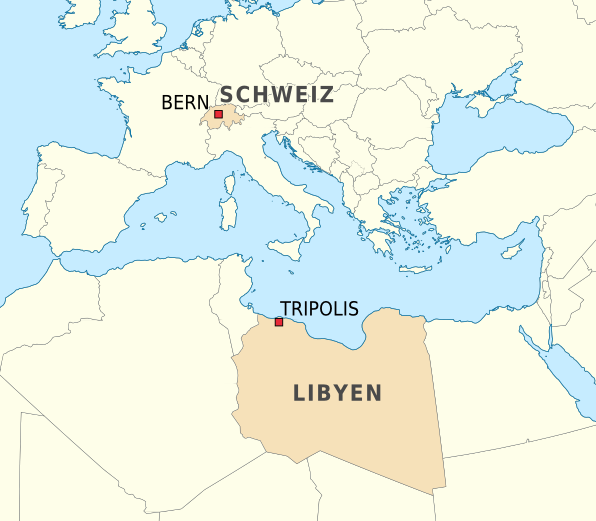
Posizioni di Svizzera e Libia

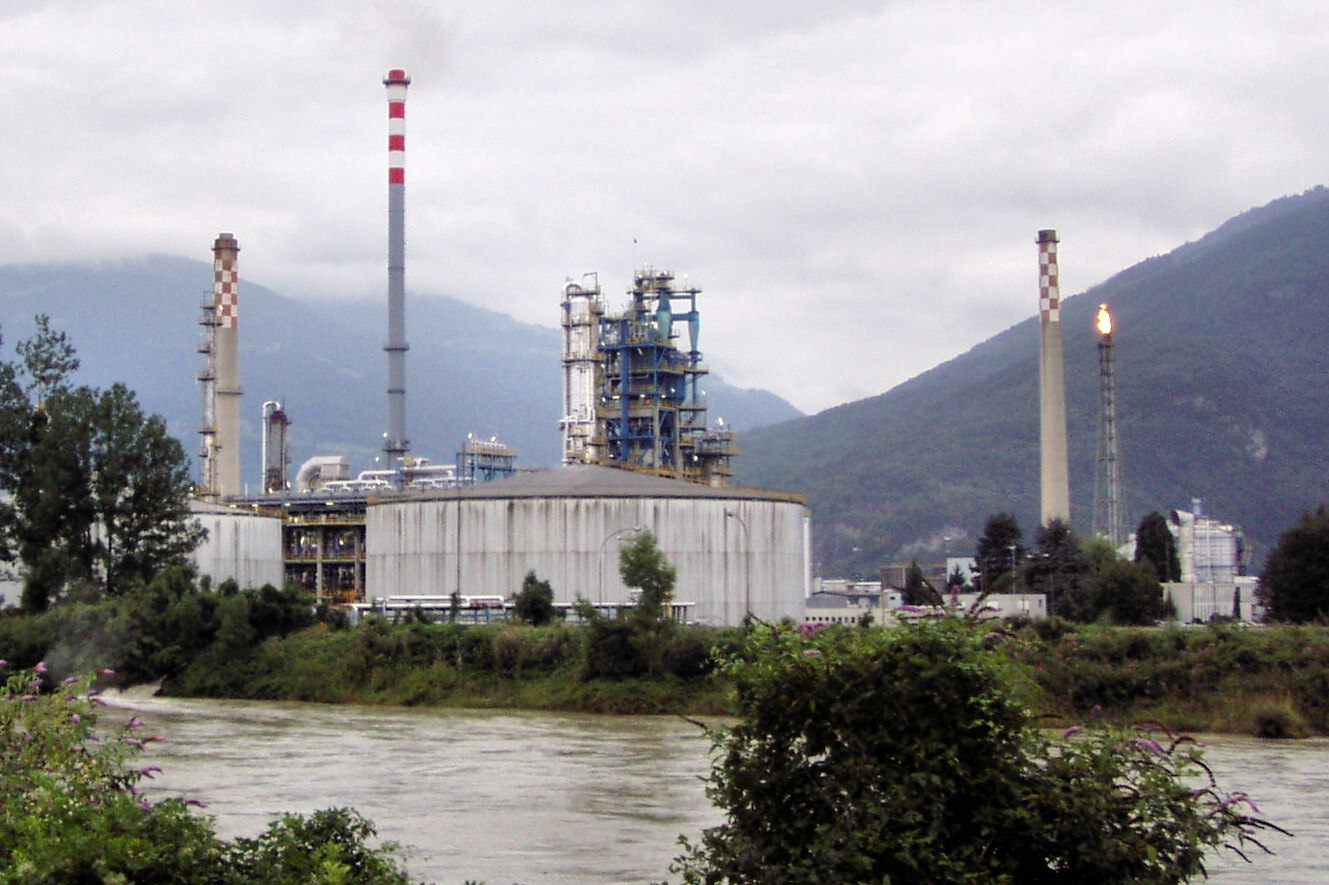
La raffineria di petrolio Tamoil, a Collombey, nel Canton Vallese. La Tamoil è presente in Svizzera dal 1990.

La Svizzera riconobbe lo Stato libico immediatamente dopo la sua indipendenza nel 1951.
All'epoca nel paese viveva solo una dozzina di cittadini elvetici, commercianti, stabilitisi nel paese alla fine dell'Ottocento. Il loro numero crebbe in seguito allo sviluppo economico del paese: dalla Svizzera giunsero geologi e tecnici (soprattutto al seguito delle compagnie petrolifere). Giuristi elvetici, come Eduard Zellweger (1901-1975) lavorarono invece come consulenti dell'amministrazione pubblica libica.
Nel 1962 il compito di rappresentare la Svizzera presso il governo di Tripoli venne delegato all'ambasciata elvetica di Tunisi. Tre anni più tardi venne aperto un consolato svizzero a Tripoli e nel 1968 un'ambasciata. Le relazioni economiche fra i due paesi divennero sempre più intense: la Svizzera acquistò petrolio libico nonostante l'embargo decretato contro Gheddafi nel 1982 dagli Stati Uniti.
Uomini d'affari libici, vicini al regime, utilizzarono i servizi delle banche elvetiche. Proprio in Svizzera, nel Canton Vallese, è localizzata la principale raffineria di petrolio della compagnia petrolifera Tamoil, controllata a sua volta dal Libyan Investment Authority. Nel 2008, prima della crisi diplomatica, l'interscambio fra i due paesi ammontava a circa 3.600 milioni di franchi: la Svizzera importava petrolio e gas dalla Libia ed esportava principalmente macchinari, prodotti farmaceutici, orologi, strumenti di precisione e prodotti alimentari.

## La vicenda Tinner

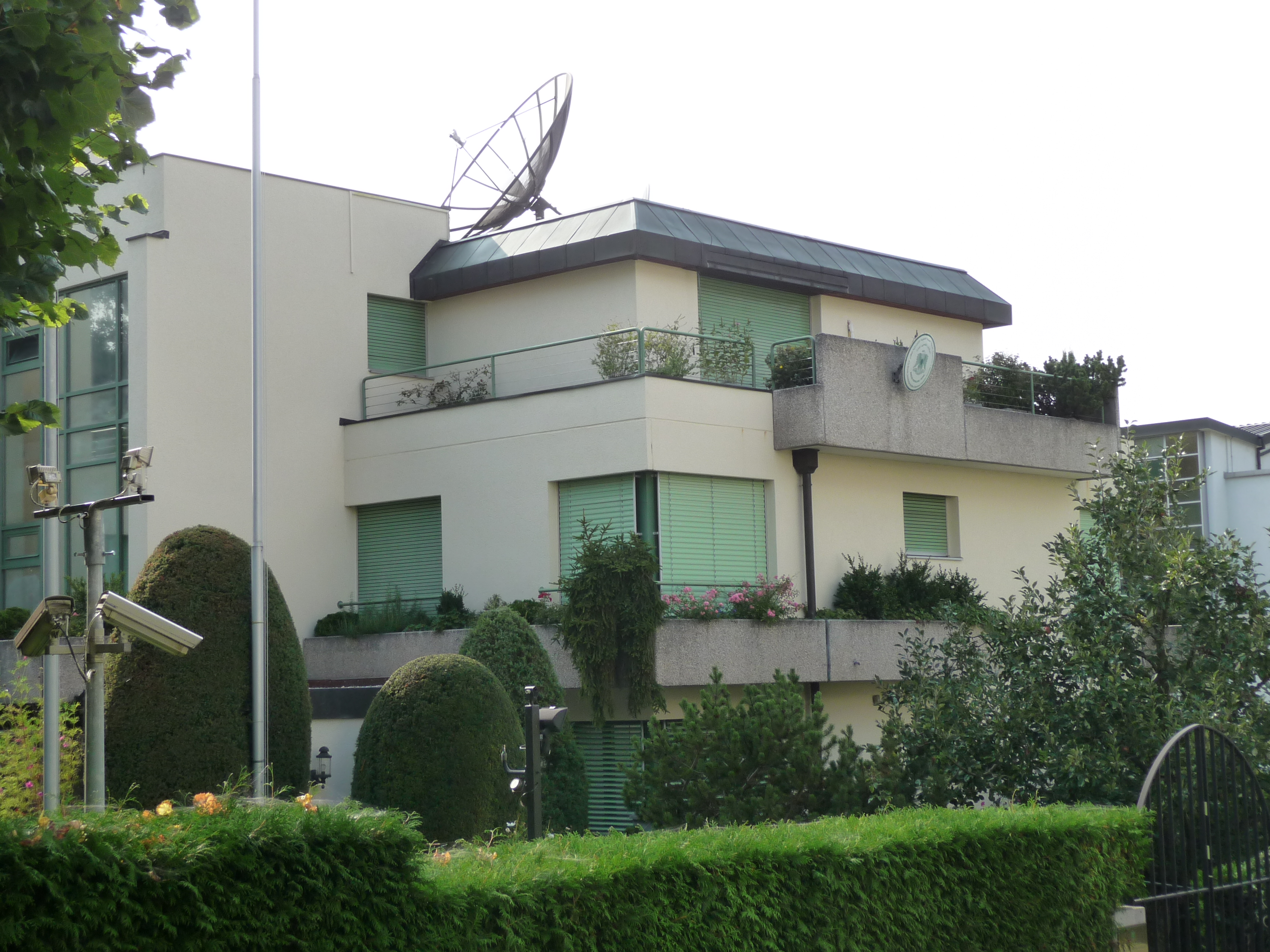
L'ambiasciata di Libia a Berna, al numero 2 di Tavelweg.

I rapporti diplomatici fra la Libia e la Svizzera subirono un primo deterioramento tra il 2004 e il 2008 nell'ambito della “vicenda Tinner”. Nel 2004 l'AIEA fornì alle autorità elvetiche una lista di società e individui sospettati di un traffico di materiale e conoscenze nucleari fra l'Iran (sottoposto ad un embargo internazionale) e la Libia (sospettata di volersi dotare – come era già accaduto in passato – di armi nucleari).
Nell'ottobre 2004 venne arrestato in Germania Urs Tinner, ingegnere svizzero, sospettato di partecipare al traffico di materiale nucleare fra la Libia e l'Iran. Contemporaneamente a Urs Tinner, vennero arrestati in Svizzera anche suo fratello Marco Tinner e suo padre Friedrich Tinner. I tre erano sospettati di aver partecipato a una rete di traffico nucleare fra l'Iran, la Libia e l'ingegnere pakistano Abdul Qadeer Khan, creatore della bomba nucleare pakistana. Nel 2007 Urs Tinner venne estradato dalla Germania alla Svizzera e presso il Tribunale Penale Federale di Bellinzona prese avvio il procedimento penale nei confronti dei tre cittadini sangallesi.
Tuttavia, mentre si svolgevano le indagini, da parte degli Stati Uniti iniziarono pressioni sulla Svizzera affinché distruggesse i documenti che compromettevano i Tinner. Il Consiglio Federale, cedendo alle pressioni statunitensi, il 14 novembre 2007 distrusse i documenti compromettenti. Media svizzeri avanzarono l'ipotesi che i documenti contenessero le prove di un coinvolgimento della CIA nella vicenda e che i fratelli Tinner avessero in realtà lavorato per i servizi di intelligence americani.

## Crisi diplomatica dal 2008 al 2010

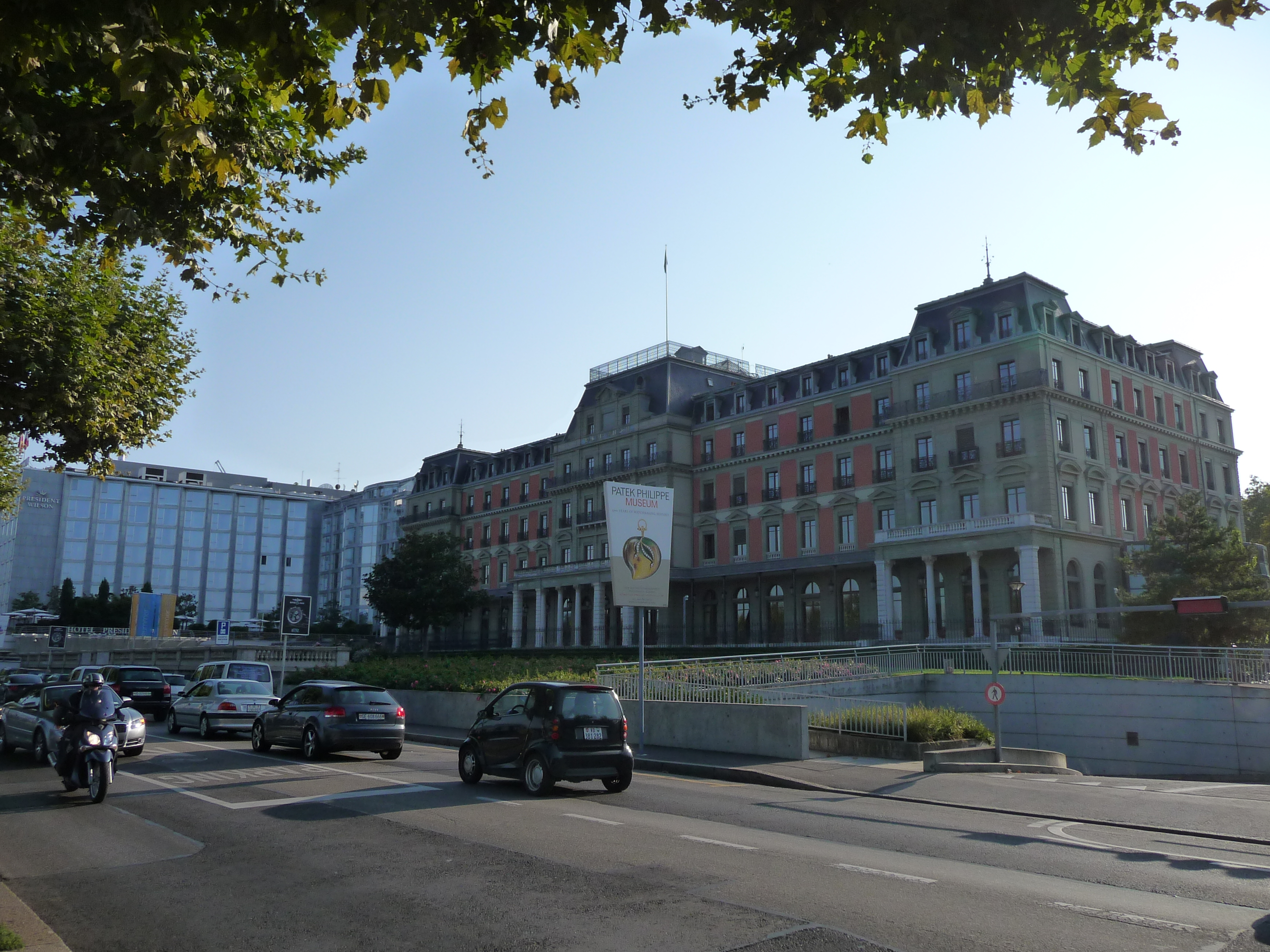
L'hotel Président Wilson a Ginevra, teatro dell'incidente diplomatico fra la Libia e la Svizzera nel 2008.

Le relazioni economiche fra Svizzera e Libia vennero di fatto interrotte il 24 luglio 2008 quando a Ginevra, all'hotel Président Wilson, venne arrestato Hannibal Gheddafi, figlio del dittatore libico Muʿammar Gheddafi per violenza nei confronti di due domestici provenienti dal Marocco alle sue dipendenze. Il volume degli scambi fra i due paesi precipitò.
Il regime di Gheddafi decretò un embargo nei confronti della Svizzera e giunse a minacciarne direttamente l'esistenza proponendo lo smembramento del paese alpino all'Assemblea generale dell'ONU. Per rappresaglia all'arresto di Hannibal Gheddafi, in Libia vennero arrestati e poi rapiti due ingegneri svizzeri, Max Göldi e Rachid Hamdani. Durante tutta la durata della crisi, il regime di Gheddafi incassò il sostegno dei paesi della Lega araba, di Malta e soprattutto dell'Italia. La Svizzera ottenne una benevola neutralità da parte americana, il sostegno dei diplomatici dei paesi dell'Europa occidentale di stanza in Libia e una mediazione neutrale da parte di Spagna e Germania che portò al rimpatrio degli ostaggi.